# Corey Fisher
Anthony Guy Corey Fisher (Bronx, 8 aprile 1988) è un cestista statunitense.

## Carriera
Con gli Stati Uniti ha disputato le Universiadi di Belgrado 2009.